# Síndrome branquio-oto-renal
El síndrome branquio-oto-renal (BOR), también conocido como síndrome BOR, es un trastorno genético autosómico dominante que afecta los riñones, las orejas y el cuello.  A menudo también se ha descrito como el síndrome de Melnick-Fraser.

## Síntomas/signos
Los síntomas y signos del síndrome branquio-oto-renal son consistentes con riñones poco desarrollados (hipoplásicos) o ausentes con insuficiencia renal resultante o falla renal. Las anomalías de la oreja incluyen aberturas adicionales delante de las orejas, piezas adicionales de piel delante de las orejas (apéndices preauriculares), malformación adicional o ausencia del pabellón auricular. La malformación o ausencia del oído medio también es posible, los individuos pueden tener pérdida auditiva conductiva de leve a profunda. Las personas con síndrome BOR también pueden tener quistes o fístulas a lo largo de los lados del cuello. En algunos individuos y familias, las características renales están completamente ausentes. La enfermedad puede entonces denominarse síndrome branquio-oto (síndrome BO).

## Causa
La causa del síndrome de branquio-oto-renal son las mutaciones en los genes, EYA1 (BOR1) , SIX1 y SIX5 (aproximadamente el 40 por ciento de los que nacen con esta afección tienen una mutación en el gen EYA1). Se han identificado muchas anomalías diferentes en estos genes. En la mitad de los pacientes, ningún gen anormal es actualmente detectable.[cita requerida]

## Mecanismo
La genética del síndrome branquio-oto-renal indica que se hereda de manera autosómica dominante y resulta de una mutación en el gen EYA1. La herencia autosómica dominante indica que el gen defectuoso responsable de un trastorno se encuentra en un autosoma, y solo una copia del gen es suficiente para causar el trastorno, cuando se hereda de un padre que tiene el trastorno.  Este gen está involucrado en muchas facetas del desarrollo embrionario y es importante en la formación normal de muchos órganos y tejidos, incluidos los oídos y los riñones antes del nacimiento.[cita requerida]

## Diagnóstico
El diagnóstico del síndrome BO o síndrome BOR es clínico, es decir, basado en la observación de una combinación adecuada de síntomas. Solo alrededor de la mitad de los pacientes tienen una anomalía genética detectable, principalmente en el gen EYA1, el gen SIX1 o el gen SIX5.

## Tratamiento

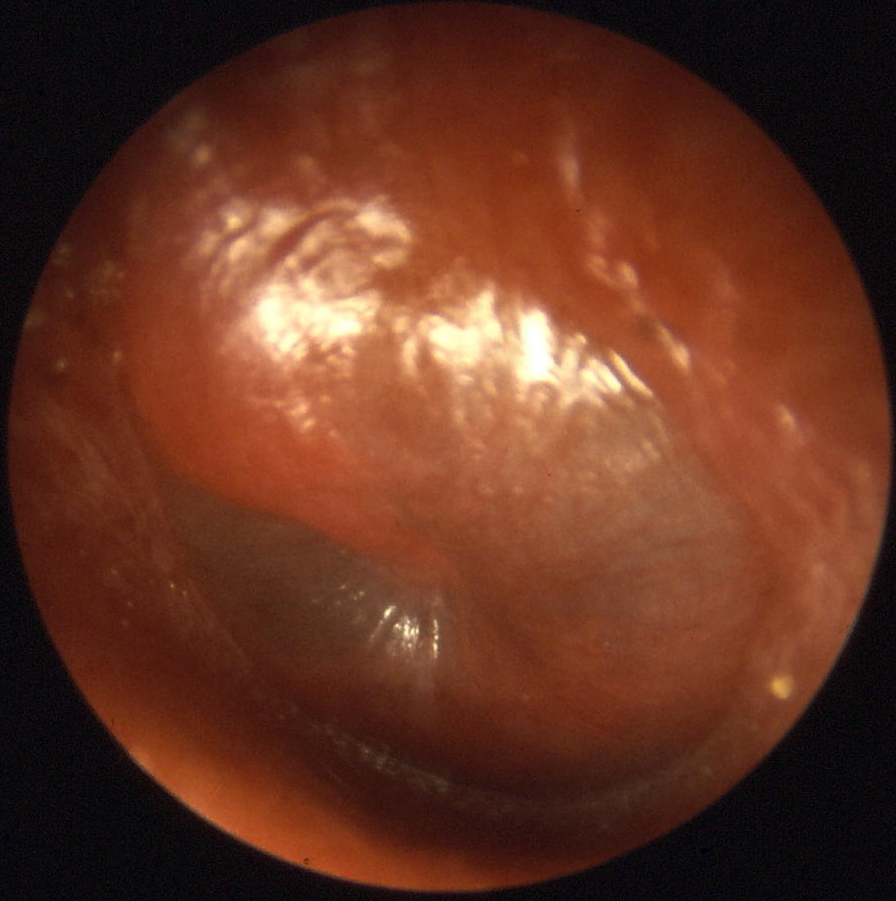
La Otitis media aguda

El tratamiento del síndrome branquio-oto-renal se realiza para cada área afectada (u órgano).  Por ejemplo, una persona con problemas de audición debe tener los soportes adecuados y la atención inmediata para cualquier inflamación del oído.
Un especialista debe observar cualquier problema renal.  La reparación quirúrgica puede ser necesaria dependiendo del grado de afección, ya sea que se necesite un trasplante o diálisis.

### Epidemiología
La epidemiología del síndrome branquio-oto-renal tiene una prevalencia de 1/40000 en los países occidentales. Una revisión de 2014 encontró 250 casos de este tipo en Japón.

## Leer más
- Pierides, Alkis M.; Athanasiou, Yiannis; Demetriou, Kyproula; Koptides, Michael; Deltas, C. Constantinou (1 de junio de 2002). «A family with the branchio‐oto‐renal syndrome: clinical and genetic correlations». Nephrology Dialysis Transplantation (en inglés) 17 (6): 1014-1018. ISSN 0931-0509. PMID 12032190. doi:10.1093/ndt/17.6.1014.
- Snow, James Byron; Wackym, Phillip A.; Ballenger, John Jacob (1 de enero de 2009). Ballenger's Otorhinolaryngology: Head and Neck Surgery (en inglés). PMPH-USA. ISBN 9781550093377.

- Datos: Q2280106
- Multimedia: Branchio-oto-renal syndrome / Q2280106